# Agrostopoa
Agrostopoa, rod trava, jednogodišnjeg raslinja ili trajnica smješten u tribus Poeae i nepoznatog podtribusnog položaja. Postoje tri vrste, endemi u Kolumbiji.

## Povijest
Rod je osnovan 2009. i uključuje dvije nove vrste, A. barclayae Davidse, Soreng & P. M. Peterson i A. woodii Soreng, P. M. Peterson & Davidse, i treću vrstu prenesenu iz roda Muhlenbergia Schreber, A. wallisii (Mez) P. M. Peterson, Soreng & Davidse (lektotip naznačen). Ključ za određivanje vrste i ilustracije triju vrsta su dani. Agrostopoa se nalazi u potporodici Pooideae jer ima ne-Kranzovu anatomiju i lancetaste membranozne lodikule, te u tribus Poeae gdje se razlikuje od Agrostis L. po tome što ima karinatne lemme (donja cvjetna pljevica), dobro razvijene paleje (gornja cvjetna pljevica) i osebujne sinflorescencije. Klasificiran je blizu Poa L., ali se od njega razlikuje po svojim jednocvjetnim klasićima.

## Vrste
1. Agrostopoa barclayae Davidse, Soreng & P.M.Peterson
2. Agrostopoa wallisii (Mez) P.M.Peterson, Davidse & Soreng
3. Agrostopoa woodii Soreng, P.M.Peterson & Davidse